# Caldera (Chile)
Caldera – miasto w Chile, w regionie Atakama, w prowincji Copiapo, nad Oceanem Spokojnym.